# Rhotala gravelyi
Rhotala gravelyi är en insektsart som beskrevs av Frederick Arthur Godfrey Muir 1922. Rhotala gravelyi ingår i släktet Rhotala och familjen vedstritar. Inga underarter finns listade i Catalogue of Life.